# Svaneke
Svaneke er en havneby på det østlige Bornholm i Svaneke Sogn. Den lille købstad har 1.091 indbyggere  (2024).

## Historie
Svaneke (Svaniké) nævnes som købstad i slutningen af det 15. århundrede og fik sine privilegier fornyede 1555. Til dens ældste historie kender man intet. I 1610 brændte næsten halvdelen af byen. Da de svenske soldater under Wrangel den 9. juni 1645 gjorde landgang ved Malkværnen nord for Neksø, gjorde en del unge svanekeboere alene tapper modstand under anførsel af rådmandssønnen Albret Wolfsen, der blev skudt ned og begravet i Svaneke kirkes våbenhus. I 1658 havde den 70 borgere.

### Under enevælden
En mindre ildebrand nævnes 24. maj 1751. I 1769 var indbyggerantallet 559.
Byens købstadsstatus har i stor grad præget byen; det ses omkring havnen og torvet, hvor købmændene byggede de store gårde, der siden har præget bybilledet.

### Den tidlige industrialisering
Svanekes befolkning var stigende i slutningen af 1800-tallet, men stagnerede i begyndelsen af 1900-tallet: 1.009 i 1850, 973 i 1855, 1.065 i 1860, 1.112 i 1870, 1.250 i 1880, 1.318 i 1890, 1.304 i 1901, 1.295 i 1906 og 1.320 i 1911.
Byen havde i ældre tid en ret god havn, men i begyndelsen af det 19.århundrede var den så at sige helt ødelagt på grund af manglende tilsyn. Da begyndte, navnlig ved købmand Jeppe Holsts bestræbelser, anlæg af en ny havn omtrent 1810. Den blev sprængt i klippegrunden; 1816 var der 5—7½ fod vand; omtrent 1850 uddybedes den sydlige del, 1866 havde havnen en dybde af omtrent 12 fod. Da måtte man, efter at havnen var bleven så godt som ødelagt ved Stormfloden i 1872, atter tage fat på arbejdet, som fuldendtes 1877 med en bekostning af 240.000 Kr. Havnen bestod der efter af en forhavn, der kun kan benyttedes af både (tidligere bådehavn var Frennehavn syd for Sandkås Odde), en yderhavn med 11½ og en inderhavn med 12 fod vand. Mellem yder- og inderhavnen var der en port (fornyet i 1895), hvorved rulning i inderhavnen kunne forhindres. Molerne var af granit. Havnen var vanskelig tilgængelig ved østlige og nordøstlige storme, hvilket formentlig skyldes den forandrede retning, der ved ombygningen gaves den ydre mole. Med pålandsstorm kunne skummet stå indtil 100 fod i vejret og føres langt ind i byen. Havnens størrelse var omtrent 15.000, Havnepladsens 20.000 kvadratalen. Bolværkernes længde var i yderhavnen 190, i inderhavnen 335 fod. Havnevæsenet bestyredes af et udvalg, der bestod af borgmesteren som formand og 4 byrådsmedlemmer.
Af fabrikker og industrielle anlæg havde byen ved århundredeskiftet: 1 savværk, 1 dampspinderi, 2 bådebyggerier, 1 garveri, 5 silderøgerier, 1 stenhuggeri, 1 bryggeri og 3 møller.
Efter næringsveje fordeltes folkemængden i 1890 i følgende grupper, omfattende både forsørgere og forsørgede: 85 levede af immateriel virksomhed, 443 af håndværk og industri, 199 af handel og omsætning, 63 af søfart, 202 af fiskeri, 84 af jordbrug, mens 124 fordeltes på andre erhverv, 28 nød almisse, og 90 levede af deres midler. Ifølge en opgørelse i 1906 var indbyggertallet 1.295, heraf ernærede 68 sig ved immateriel virksomhed, 83 ved landbrug, skovbrug og mejeridrift, 147 ved fiskeri, 533 ved håndværk og industri, 143 ved handel med mere, 106 ved samfærdsel, 155 var aftægtsfolk, 51 levede af offentlig understøttelse og 9 af anden eller uangiven virksomhed.

### Mellemkrigstiden
Gennem mellemkrigstiden var Svanekes indbyggertal stagnerende: i 1916 havde byen 1.318 indbyggere, i 1921 1.324 indbyggere, i 1925 1.321 indbyggere, i 1930 1.271 indbyggere, i 1935 1.212 indbyggere og i 1940 1.157 indbyggere. Nogen forstadsudvikling skete ikke.
Ved folketællingen i 1930 havde Svaneke 1.271 indbyggere, heraf ernærede 81 sig ved immateriel virksomhed, 410 ved håndværk og industri, 137 ved handel mm, 120 ved samfærdsel, 158 ved landbrug, skovbrug og fiskeri, 100 ved husgerning, 238 var ude af erhverv og 27 havde ikke oplyst indkomstkilde.

### Efterkrigstiden
Efter 2. verdenskrig fortsatte Svaneke sin stagnerende befolkningsudvikling. I 1945 boede der 1.183 indbyggere i købstaden, i 1950 1.189 indbyggere, i 1955 1.187 indbyggere, i 1960 1.167 indbyggere og i 1965 1.174 indbyggere.

## Kultur
Svaneke er især kendt for sit store silderøgeri, Røgeriet i Svaneke.
Siden 1750 er der blevet brygget øl i byen med en kort pause. Det nuværende bryggeri, Svaneke Bryghus, åbnede i 2000 som et af Danmarks første mikrobryggerier.
Turismen spiller en stor rolle for byens erhverv, og i Søllings Gård på Torvet ligger en gammeldags købmandsforretning, Svaneke Købmandshandel. Bolsjefabrikken, Chokoladeriet, Svaneke Is & Cafe og Brugsen m.m. ligger også på Torvet. Her afholdes torvedage hver lørdag med fødevarer og håndarbejde.
Glaspusteriet Pernille Bülow Glas og Lakridsbutikken der drives af Johan Búlow ligger i Brænderigænget ved Glastorvet.
Svanekegaarden, som skuespilleren Preben Harris har gjort alt for at fremme til et velfungerende kulturcenter.
Kulturhuset FREM og Svaneke Bio (tidligere Cassiopeia) drives af frivillige og viser film hele året. Biograf og Kulturhus ligger ud til Brænderigænget og tæt på havnen.
Om sommeren bliver der afholdt Hønseskidning i Brænderigænget, hvor høns slippes løs på et mindre indhegnet område, der er inddelt i 100 nummererede firkanter, hvor hønen kan lægge en klat. Der kan købes lodder på de enkelte numre, hvormed der udloddes præmier.
Vandtårnet er tegnet af arkitekt Jørn Utzon.
Svaneke vandt prisen som Danmarks Smukkeste Købstad i 2013 efter en afstemning på hjemmesiden bygningskultur.dk.

## Galleri
- Gamle huse i Svaneke
- Svaneke Vandtårn
- Bryghuset
- Gamle Svaneke-huse
- Fremstilling af bolsjer hos Svaneke Bolcher